# Jaktvilla

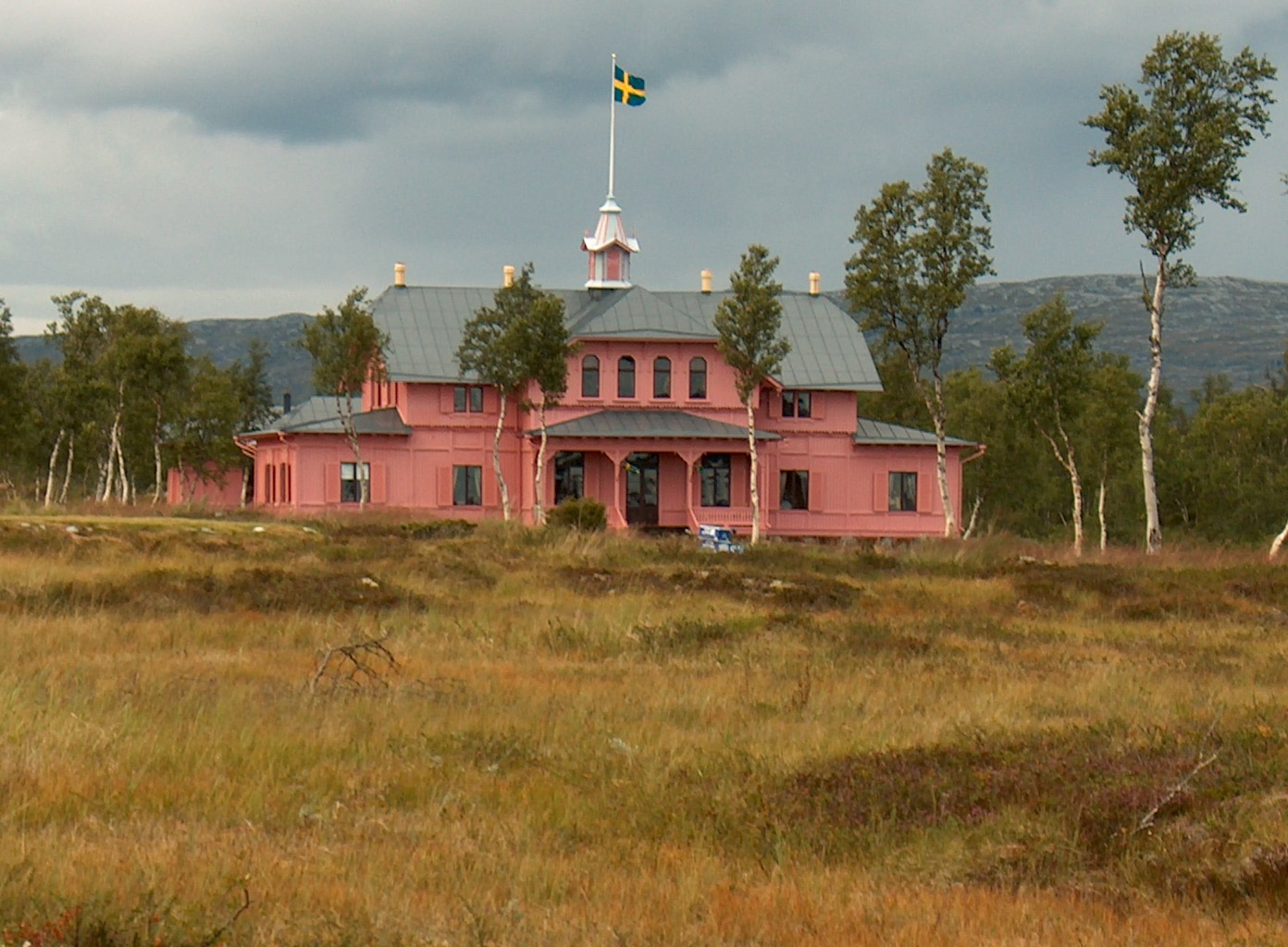
Rensjösäterns jaktvilla

Jaktvilla är ett boningshus byggt eller ombyggt för att vara bostad under jakt.

## Jämtland
Under en period av cirka trettio år kring skiftet mellan 1800- och 1900-talet byggdes 25 jaktvillor i västra Jämtland. Flera av jaktvillorna ligger utefter då befintliga vägar medan andra är belägna i väglöst land miltals från vägar eller järnväg. 
Orsaker till att denna typ av bebyggelse uppstod i västra Jämtland är dels ett under 1800-talet ökande jakt- och friluftsintresse hos delar av överklassen, dels att kommunikationerna med fjällområdet i västra Jämtland, på gränsen till Norge, förbättrades avsevärt genom öppnandet av järnvägsförbindelsen mellan Östersund och Trondheim 1882.
Jaktvillornas byggherrar var svenskar, de flesta grosshandlare eller affärsmän i trävarubranschen, samt rika engelsmän.
Flera av jaktvillorna utgör centrum i en liten by bestående av ekonomibyggnader, personalbostäder, stall och båthus. Oftast användes jaktvillorna endast några veckor varje år.
Exempel på jaktvillor i Jämtland är:
- Medstugan, nybygge, vid Skalstuguvägen, Carl Fredrik Liljevalch, d.y.
- Rensjösätern, nybygge, i obanad terräng, Oscar Dickson
- Skalstugan, ombyggd fjällgård, vid Skalstuguvägen, byggherre (ombyggnad) Tom Nickalls
- Engelska Villan, Bodsjöedet